# Niʻihau
Niʻihau (deutsch: Niihau), die „Verbotene Insel“, ist eine vom Tourismus weitgehend unberührte kleine Insel des Hawaii-Archipels. Sie befindet sich in Privatbesitz, seit sie 1864 für 10.000 Dollar erworben wurde.
Man spricht auf Niʻihau hauptsächlich Hawaiisch.
Die Insel umfasst 180 Quadratkilometer. Mit dem Halāliʻi-See (350 ha) birgt Niʻihau allerdings den größten zeitweise austrocknenden See und mit dem Halulu-See den größten dauerhaft befüllten See der gesamten Inselgruppe Hawaiis. Das Betreten der Insel ist ohne explizite Genehmigung der Eigentümerfamilie oder Einladung von einem der ständigen Einwohner nicht gestattet.

## Bevölkerung
Das U.S. Census Bureau hat bei der Volkszählung 2020 eine Einwohnerzahl von 84 ermittelt. Ihr Haupterwerb sind die Viehzucht und der Anbau von Binsen, aus denen Matten geflochten werden.
| 1850 | 1853 | 1860 | 1866 | 1872 | 1878 | 1896 |
| ---- | ---- | ---- | ---- | ---- | ---- | ---- |
| 714  | 790  | 647  | 325  | 233  | 177  | 164  |

| 1900 | 1910 | 1920 | 1930 | 1940 | 1950 | 1960 | 1970 | 1980 | 1990 | 2000 | 2020 |
| ---- | ---- | ---- | ---- | ---- | ---- | ---- | ---- | ---- | ---- | ---- | ---- |
| 172  | 208  | 191  | 136  | 182  | 222  | 254  | 237  | 226  | 230  | 160  | 84   |

Quellen: 

## Geschichte
Nach der Besiedlung der Insel durch Polynesier wurde Kahelelani der erste Aliʻi (Häuptling) von Niʻihau. Einer seiner Nachfolger war Kā‘eo, der den kriegerischen Kawaihoa besiegte und die Inselbevölkerung einte. Kā‘eos Sohn, Kaumuali‘i (* 1790), wurde König von Kauai und Ni‘ihau; sein Reich war das letzte, das vom ersten König von Hawaii, Kamehameha I., im Jahr 1810 unterworfen wurde. Im Jahr 1863 kam die Sinclair-Robinson Familie aus Neuseeland nach Hawaii, um Land für eine Ranch zu kaufen. Von König Kamehameha IV. wurde ihnen die Insel Niʻihau für 10.000 US-Dollar angeboten. Der Kaufvertrag wurde ein Jahr später unterzeichnet. Nicht eingeschlossen waren einige kleine Parzellen, deren Besitzer sich weigerten, diese zu verkaufen.
Nach dem japanischen Angriff auf Pearl Harbor im Dezember 1941 ereignete sich auf der Insel der Niihau-Zwischenfall.

## Wirtschaft und Politik
Die Niʻihau-Ranch befindet sich im Besitz der Familien Robinson und Gay. Es gibt keine Geschäfte, Restaurants oder Straßen. Alkohol und Zigaretten sind verpönt.
Die Insel wird von Kauaʻi aus verwaltet, doch finden sich hier keine offiziellen Repräsentanten der Administration, Ärzte, Priester oder Polizei. Ebenso wenig ist ein Wasser- oder Stromnetz vorhanden. Einige Insulaner verwenden Generatoren. Außerdem gibt es einen Macintosh-Computer im Schulhaus, der mit Solarenergie betrieben wird. Es gibt mittlerweile auch einen Helikopter auf der Insel. Von Kauaʻi aus werden neben Hubschrauberüberflügen auch Halbtagesausflüge mit Aufenthalt an einem abgelegenen Strand angeboten.
Nachdem die Niʻihau-Ranch 1999 den Betrieb aus Wirtschaftlichkeitsgründen eingestellt hatte, gingen die Vollzeitarbeitsplätze der Insel mit Ausnahme einiger Stellen an der Grundschule verloren. Viele Bewohner zogen nach Kauaʻi um, wo ihnen von der Regierung Land zur Verfügung gestellt wurde.
Trotz der Abgeschiedenheit nehmen die Bewohner auch an den US-Präsidentschaftswahlen teil. Beispielsweise wählten im Jahr 2020 die 43 Wähler der Insel (Wahlbezirk Kaua‘i District 16 – Precinct 06) einstimmig Donald Trump für eine zweite Amtszeit. In allen anderen Wahlbezirken des Kauai County gewann der Demokrat Joe Biden.

## Natur
Puʻukole ist ein kleiner Felsen (70 mal 35 Meter), etwa 275 Meter nordwestlich des Puʻukole Point, des nördlichsten Punktes der Insel. 1100 Meter vor Puʻukole Point liegt die Insel Lehua. 34,4 km südwestlich von Keʻelināwī Point an der Südwestküste Niʻihaus liegt das Eiland Kaʻula. Die beiden felsigen Vulkaninseln sind Vogelschutzgebiete und dürfen nicht oder nur unter Auflagen betreten werden.

## Galerie

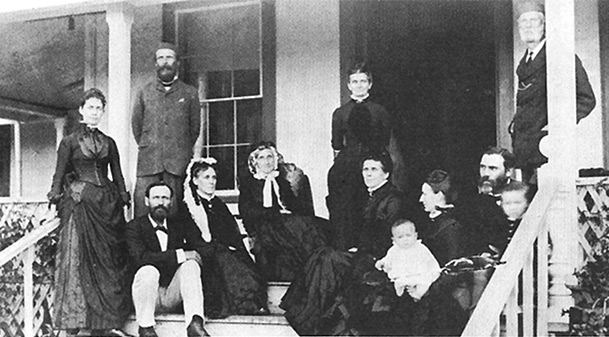
Die Familie Sinclair-Robinson-Gay vor ihrem Haus auf Niʻihau (1893)
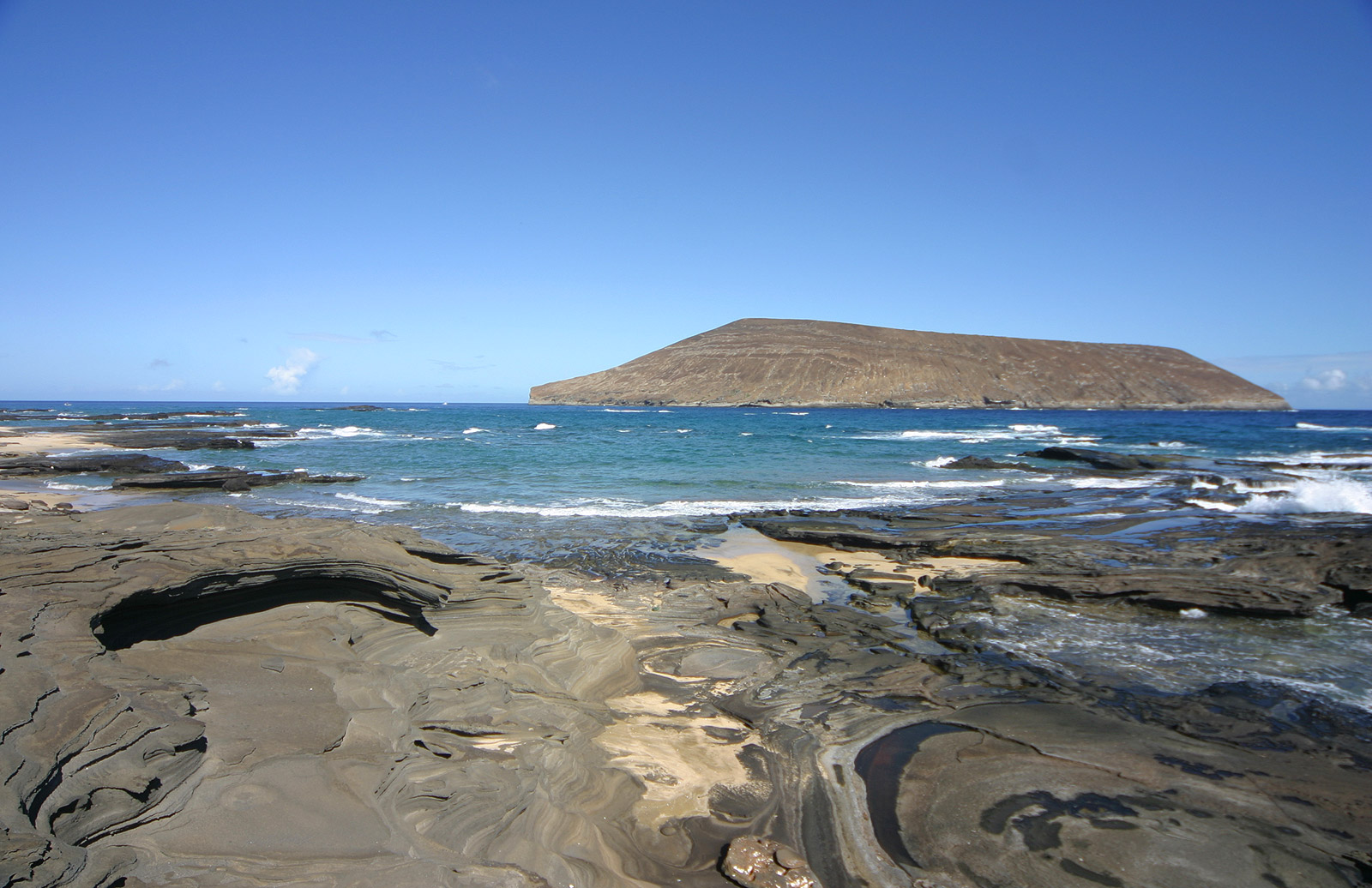
Blick von der Nordküste Niʻihaus auf das vorgelagerte Eiland Lehua
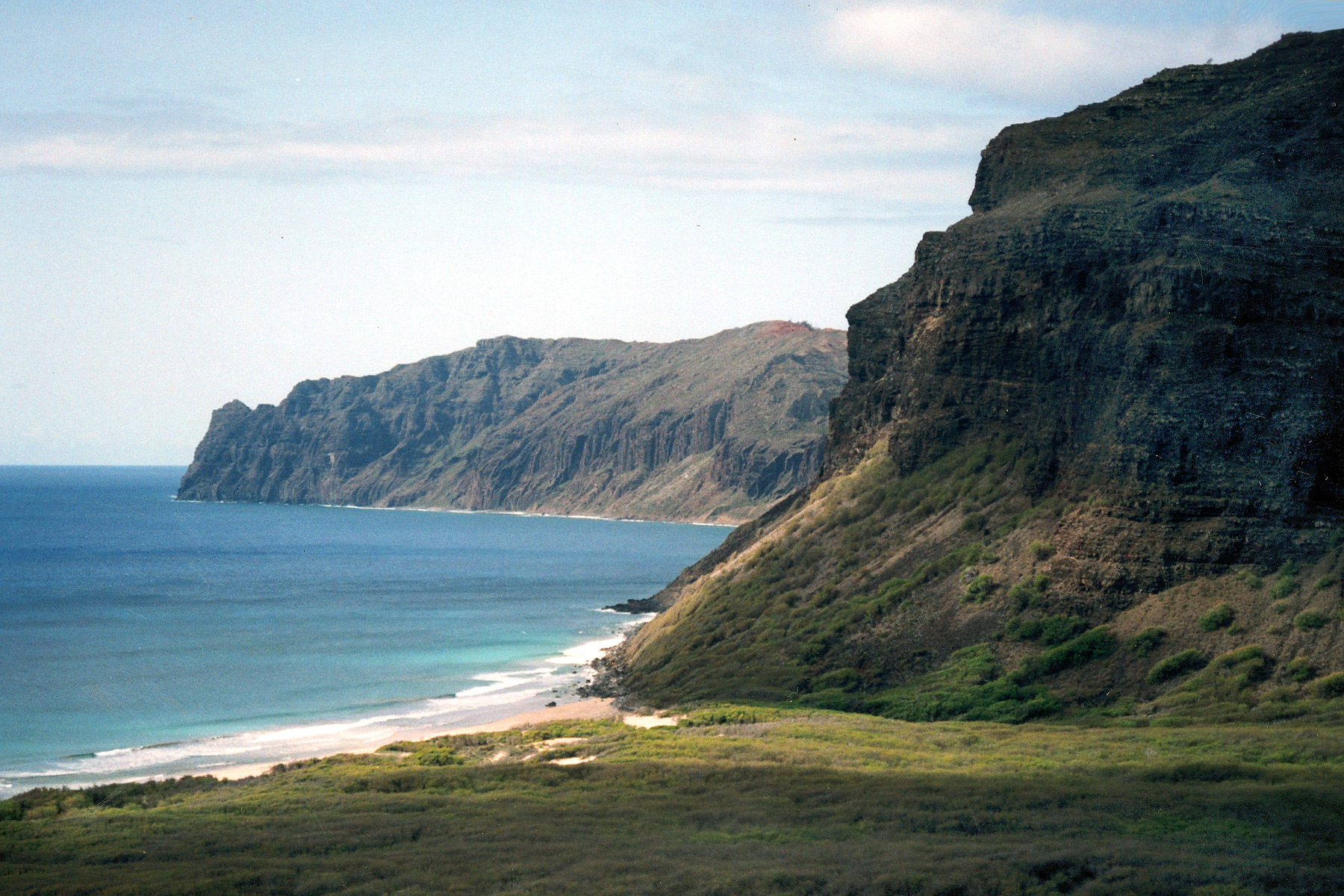
Nordöstliche Kliffküste Niʻihaus